# 孝治
孝治（910年—914年）一作孝德，胡蔚《南詔野史》及楊慎《滇載記》作始元，是大長和鄭仁旻的第一個年號。
雲南史料如胡蔚《南詔野史》、諸葛元聲《滇史》、李京《雲南志略》、楊慎《滇載記》、馮蘇《滇考》，均記載鄭仁旻使用五個年號，王雲及黃德榮以鄭仁旻使用六個年號，在其〈南詔大理國紀年表〉中將鄭仁旻的第一個年號分為兩個年號（孝治(910年)、始元(911年－914年)），與雲南史料不合。
起訖年，方詩銘、李家瑞、李崇智作空白，段玉明作？－926年，王雲、黃德榮作910年。

## 年號及改元出處
- 倪輅《南詔野史》：「鄭昶，買嗣子，梁太祖開平四年立，年二十一歲，改元孝治。……唐莊宗同光四年，服丹藥，躁怒殺人，卒。子隆亶立。」
- 胡蔚《增訂南詔野史》：「仁旻，後梁太祖庚午開平四年即位，年二十歲。明年，改元始元。又改元天瑞景星、安和、貞祐、初曆。……明宗丙戌天成元年八月，仁旻餌金丹，躁怒，常殺人，遂暴卒，在位十六年，子隆亶立。」
- 王崧《雲南備徵志》：「梁太祖開平四年即位，年二十一歲，改元孝治。……同光四年，服丹藥，躁怒殺人，八月薨。偽謚肅文。子隆亶立。」
- 諸葛元聲《滇史》：「鄭仁旻，後梁開平四年庚午歲立，改元孝治，又曰孝德。……鄭仁旻慕神仙之學，尊禮方士，於是術人竟言祥瑞，乃于歲乙亥梁貞明元年改元天瑞，又曰景星；梁貞明三年丁丑改元安和；梁龍德元年辛巳改元貞祐；唐莊宗同光三年乙酉改元初曆。……唐莊宗同光四年，鄭旻服方士丹藥死，偽謚肅文太上皇帝，壽三十，子隆亶立。」
- 李京《雲南志略》：「子仁旻立。凡五改元，曰孝治、天瑞、安和、真佑、初立。在位十八年，侍中趙善政篡之。」
- 楊慎《滇載記》：「〔鄭仁旻〕改元五，曰始元、曰天瑞景星、曰安和、曰貞祐、曰初曆。死，偽謚肅文，子隆亶嗣立。」
- 馮蘇《滇考》：「〔鄭仁旻〕凡立十五年，改元五，曰天瑞、景星、安和、貞祐、初厯，偽謚肅文，子隆亶嗣。」
- 《白古通記淺述》：「梁太祖開平四年即位，年二十一，改元孝治。……同光四年，服丹藥燥怒殺人，八月薨。偽謚肅文。」

## 紀年對照表
| 孝治 | 元年  | 二年  | 三年  | 四年  | 五年  |
| ---- | ----- | ----- | ----- | ----- | ----- |
| 西元 | 910年 | 911年 | 912年 | 913年 | 914年 |
| 干支 | 庚午  | 辛未  | 壬申  | 癸酉  | 甲戌  |

## 同期存在的其他政權年號
- 中國
  - 開平（907年－911年）：後梁—朱全忠之年號
  - 乾化（911年－913年、913－915年）：後梁—朱全忠、朱友貞之年號
  - 鳳曆（913年）：後梁—朱友珪之年號
  - 天祐（907年－923年）：晉—李存勗尊奉之年號
  - 應天（911年－913年）：燕—劉守光之年號
  - 天復（907年－922年）：岐—李茂貞尊奉之年號
  - 天祐（907年－919年）：吳—楊渥、楊隆演尊奉之年號
  - 天寶（908年－912年）：吳越—錢鏐之年號
  - 武成（908年－910年）：前蜀—王衍之年號
  - 永平（911年－915年）：前蜀—王衍之年號
  - 天祐（907年－916年）：契丹—耶律阿保機尊奉之年號
  - 同慶（912年－966年）：于闐—尉遲烏僧波之年號
- 朝鮮半島
  - 聖冊（905年－911年）：後高句麗—弓裔之年號
  - 永德萬歲（911年－914年）：後高句麗—弓裔之年號
  - 政開（914年－918年）：後高句麗—弓裔之年號
- 日本
  - 延喜（901年－923年）：醍醐天皇之年號